# 3935 Toatenmongakkai
A 3935 Toatenmongakkai (ideiglenes jelöléssel 1987 PB) a Naprendszer kisbolygóövében található aszteroida. Tsutomu Seki fedezte fel 1987. augusztus 14-én.